# Garaeus opacarius
Garaeus opacarius är en fjärilsart som beskrevs av Joannis 1929. Garaeus opacarius ingår i släktet Garaeus och familjen mätare. Inga underarter finns listade i Catalogue of Life.